# Баткак (Оренбургская область)
Баткак — упразднённый хутор в Октябрьском районе Оренбургской области. На момент упразднения входил в состав сельского поселения Краснооктябрьский сельсовет. Исключен из учётных данных в 2003 году.

## География
Располагался на ручье Баткак притоке реки Чебенька, на расстоянии, примерно, 7 километра к юго-востоку от поселка Броды.

## История
По данным на 1931 год хутор состоял из 52 хозяйств. В административном отношении входил в состав Каширинского сельсовета Каширинского района Средневолжского края.
По данным на 1939 год в составе 2-го Имангуловского сельсовета Октябрьского района. На хуторе действовал колхоз «Кзыл-Юлдус». С 1961 года в составе Нижнегумбетовского сельсовета.
Постановление Законодательного Собрания Оренбургской области от 17 сентября 2003 г. хутор исключен из учётных данных.

## Население
По данным на 1930 год на хуторе проживало 278 человек, основное население — татары.
По переписи 2002 года на хуторе отсуствовало постоянное население.